# Fräkensjön, Hälsingland
Fräkensjön är en sjö i Bollnäs kommun i Hälsingland och ingår i Ljusnans huvudavrinningsområde. Sjön har en area på 0,0769 kvadratkilometer och ligger 68 meter över havet.

## Delavrinningsområde
Fräkensjön ingår i det delavrinningsområde (679048-153644) som SMHI kallar för Utloppet av Fräkensjön. Medelhöjden är 96 meter över havet och ytan är 8,1 kvadratkilometer. Det finns inga avrinningsområden uppströms utan avrinningsområdet är högsta punkten. Vattendraget som avvattnar avrinningsområdet har biflödesordning 3, vilket innebär att vattnet flödar genom totalt 3 vattendrag innan det når havet efter 42 kilometer. Avrinningsområdet består mestadels av skog (62 procent) och jordbruk (16 procent). Avrinningsområdet har 0,08 kvadratkilometer vattenytor vilket ger det en sjöprocent på 1 procent.